# Melicope macropus
Melicope macropus là một loài thực vật thuộc họ cam chanh, Rutaceae. Đây là loài đặc hữu của quần đảo Hawaii.